# 都内某所
都内某所（とないぼうしょ）は、TBSテレビのバラエティ番組『水曜日のダウンタウン』の企画である「MONSTER LOVE」から誕生したミクからなる日本の女性アイドルグループ。所属事務所は株式会社WACK。所属レーベルはcutting edge。安田大サーカスのクロちゃんがアドバイザーを務めている。ファンの総称は「寄合民」。2023年12月をもって都内某所としての活動は事実上終了し、2024年1月より豆柴の大群と合併して誕生した豆柴の大群都内某所 a.k.a. MONSTERIDOL（まめしばのたいぐんとないぼうしょえーけーえーもんすたーあいどる）として同年3月まで活動していた。

## 概要
2022年、TBSテレビ『水曜日のダウンタウン』の企画「MONSTER LOVE（モンスターラブ）」内で誕生。グループ名を「都内某所」としデビューした。同年12月15日に1stシングル「クッキー」を発売。ミク、ミナ、リチの3名での活動であったが、同年12月31日をもってリチが脱退。
2023年2月15日、『水曜日のダウンタウン』内で新メンバーオーディションが放送され、キノ、イズキ、チヒロの3名が加入。同年4月3日、ミナ、チヒロが脱退。同年10月1日､キノが脱退。同年12月2日、イズキが脱退。残るメンバーはミクのみとなっていたが、2024年1月6日より同じく『水曜日のダウンタウン』より誕生したWACK所属の豆柴の大群と合併し、「豆柴の大群都内某所 a.k.a. MONSTERIDOL」としての活動を開始した。豆柴の大群都内某所 a.k.a. MONSTERIDOLの公式サイトや公式SNSは豆柴の大群のものが引き継がれており、都内某所の公式サイトや公式SNSは削除されている。

## 沿革

### 2022年
- 12月15日 - 11月9日からTBSテレビ『水曜日のダウンタウン』の企画「MONSTER LOVE（モンスターラブ）」が放送。安田大サーカスのクロちゃんの恋愛企画として放送されたが、同年12月7日放送の第4回では渡辺淳之介が登場しアイドルオーディションを兼ねていた事が判明。同年12月14日の放送の第5回では渡辺淳之介からミク、ミナ、リチの3人でアイドルデビューする事が伝えられグループ名を「都内某所」に決定し、デビューシングル「クッキー」をリリースすることとなった[1][12][13]。

- 12月21日 - 「MONSTER LOVE（モンスターラブ）」が最終回が放送。クロちゃんとリチが交際する事となり同年12月31日をもって脱退する事となった[14][15][16]。また、追加オーディションを行うことを発表した[6][16]。
- 12月22日 - TBSテレビ・スタジオ内特設ステージにて「お披露目LiVE」が開催された[16][17]。
- 12月31日 - TBS系で放送される「CDTVライブ！ライブ！年越しスペシャル！2022→2023」へ出演。この出演をもって2023年1月1日付けでリチは脱退した[6][16][18]。

### 2023年
- 2月15日 - 『水曜日のダウンタウン』内で新メンバーオーディションが放送され、キノ、イズキ、チヒロの3名が加入[7]。
- 4月3日 - ミナ、チヒロが脱退[8]。
- 5月26日 - ミクが持病悪化のため活動を休止[19][20]。
- 10月1日 - キノが脱退。また、持病の悪化により活動休止していたミクが復帰した[9]。
- 12月2日 - イズキが脱退[10]。

### 2024年
- 1月6日、東京・下北沢SHELTERで開催される東名阪ツアー「MONSTERIDOL TOUR」において、「豆柴の大群」と合併し、「豆柴の大群都内某所 a.k.a. MONSTERIDOL」としての活動を開始[11]。
- 3月31日、ミクが「豆柴の大群都内某所 a.k.a. MONSTERIDOL」脱退と所属事務所退社を発表[21]。これにより、都内某所全メンバーが活動を終了した。

## メンバー

### 最終メンバー
| 名前 | 加入日 | 備考 |
| ---- | ------ | --- |
| ミク |        | 2023年5月26日、持病の悪化のため休養に入り10月1日に復帰。 2024年1月6日より、豆柴の大群都内某所a.k.a. MONSTERIDOLで活動していたが、同年3月31日に脱退した。 |

### 旧メンバー
| 名前   | 加入日        | 脱退日        | 備考                                                                                    |
| ------ | ------------- | ------------- | --------------------------------------------------------------------------------------- |
| リチ   |               | 2023年1月1日  | 脱退後は、WACK（所属事務所）のタレントとして活動していたが、2025年1月22日、退所を発表。 |
| ミナ   |               | 2023年4月3日  | 現：南カンナ（クマリデパート）                                                          |
| チヒロ | 2023年2月15日 | 2023年4月3日  |                                                                                         |
| キノ   | 2023年2月15日 | 2023年10月1日 |                                                                                         |
| イズキ | 2023年2月15日 | 2023年12月2日 | 現：下田衣珠季（日向坂46五期生）。                                                      |

## ディスコグラフィ
順位はオリコン・ウィークリーランキング最高順位。

## ライブ・イベント

### ライブ

#### ワンマン
| 公演名              | 公演日         | 会場                                    | 備考                      |
| ------------------- | -------------- | --------------------------------------- | ------------------------- |
| お披露目LiVE        | 2022年12月22日 | 東京・TBSテレビ・スタジオ内特設ステージ |                           |
| TONAiの日           | 2023年10月1日  | 東京・SPACE ODD                         | キノが脱退。 ミクが復帰。 |
| Sweet Home iN TONAi | 2023年11月12日 | 東京・SHIBUYA PLEASURE PLEASURE         |                           |

#### 対バン
| 公演名                        | 公演日        | 会場                            | 備考                 |
| ----------------------------- | ------------- | ------------------------------- | -------------------- |
| MONSTERS FES                  | 2023年2月25日 | 東京・日比谷野外大音楽堂        | 『豆柴の大群』と共演 |
| We will WACK you!! TOUR FiNAL | 2023年2月26日 | 東京・日比谷野外大音楽堂        |                      |
| MONSTERS TOUR                 | 2023年4月30日 | 神奈川・YOKOHAMA Bay Hall       | 『豆柴の大群』と共演 |
| MONSTERS TOUR                 | 2023年5月7日  | 大阪・UMEDA CLUB QUATTRO        | 『豆柴の大群』と共演 |
| MONSTERS TOUR                 | 2023年5月14日 | 千葉・柏PALOOZA                 | 『豆柴の大群』と共演 |
| MONSTERS TOUR                 | 2023年5月21日 | 栃木・HEAVEN'S ROCK 宇都宮 VJ-4 | 『豆柴の大群』と共演 |
| MONSTERS TOUR                 | 2023年5月27日 | 岡山・YEBISU YA PRO             | 『豆柴の大群』と共演 |
| MONSTERS TOUR                 | 2023年5月28日 | 広島・Live space Reed           | 『豆柴の大群』と共演 |
| MONSTERS TOUR                 | 2023年6月4日  | 宮城・JUNK BOX                  | 『豆柴の大群』と共演 |
| MONSTERS TOUR                 | 2023年6月17日 | 静岡・LIVE ROXY SHIZUOKA        | 『豆柴の大群』と共演 |
| MONSTERS TOUR                 | 2023年6月18日 | 愛知・Nagoya ReNY limited       | 『豆柴の大群』と共演 |
| MONSTERS TOUR                 | 2023年7月1日  | 長野・NAGANO CLUB JUNK BOX      | 『豆柴の大群』と共演 |
| MONSTERS TOUR                 | 2023年7月2日  | 石川・金沢AZ                    | 『豆柴の大群』と共演 |
| MONSTERS TOUR                 | 2023年7月8日  | 熊本・B.9 V2                    | 『豆柴の大群』と共演 |
| MONSTERS TOUR                 | 2023年7月9日  | 福岡・DRUM Be-1                 | 『豆柴の大群』と共演 |
| MONSTERS TOUR                 | 2023年7月22日 | 北海道・SPiCE SAPPORO           | 『豆柴の大群』と共演 |
| MONSTERS TOUR                 | 2023年8月19日 | 沖縄・沖縄Output                | 『豆柴の大群』と共演 |
| MONSTERS TOUR                 | 2023年8月20日 | 沖縄・沖縄Output                | 『豆柴の大群』と共演 |
| MONSTERS TOUR FINAL           | 2023年8月16日 | 東京・なかのZERO大ホール        | 『豆柴の大群』と共演 |